# Aeropuerto de Jamnagar
El Aeropuerto de Jamnagar (IATA: JGA, OACI: VAJM) en guyaratí: જામનગર વિમાનમથક es un aeropuerto en Jamnagar, Gujarat, India. Es propiedad de la Fuerza Aérea India aunque permite la operación de vuelos comerciales y privados.

## Aerolíneas y destinos
| Aerolíneas | Destinos             |
| ---------- | -------------------- |
| Air India  | Bombay               |
| Star Air   | Bangalore, Hyderabad |

## Estadísticas
Ver fuente y consulta Wikidata.